# Nature Boy (chanson)
Pour les articles homonymes, voir Nature Boy.
Singles de Nat King Cole
Route 66
(1947) Mona Lisa
(1948)
Nature Boy (1947) est le titre d'un standard de jazz écrit par eden ahbez (pseudonyme, sans aucune majuscule, de George McGrew-George Alexander Aberle), et l'un des principaux succès de Nat King Cole.

## Reprises et adaptations

### Reprises
Nature Boy a été reprise par de nombreux interprètes, notamment :
- James Brown, Shirley Bassey, John Coltrane, Miles Davis, George Benson, Johnny Hartman, Joe Lee Wilson, Art Pepper, Ike Quebec, Frank Sinatra, Stan Getz, Kurt Elling, Peter Cincotti, Lisa Ekdahl, David Bowie, Hugh Coltman, Alex Chilton, Grace Slick & The Great Society, Stella Vander, Ney Matogrosso, Sarah Vaughan, Vinícius de Moraes accompagné à la guitare par Toquinho, Caetano Veloso, Céline Dion, Annie Haslam, Abbey Lincoln, Petra Magoni, Maeva Méline, Tony Bennett en duo avec Lady Gaga, Aurora, Lizz Wright, Ray Charles, Lucia Micarelli, Gregory Porter, Nathalie Cole, Django Reinhardt et Stéphane Grapelli, Ahmad Jamal, José James et Airelle Besson, Sammy Davis Jr, Aziza Mustafa Zadeh, Jamie Cullum, Roy Hargrove, Romane et Stochelo Rosenberg, Zoot Sims, Herb Alpert, Jon Hassell, Marvin Gaye, Marvin Parks, Mario Biondi, Jimmy Rosenberg et Biréli Lagrène, Adrien Moignard et Rocky Gresset, Jackie McLean, Monty Alexander, Grace Griffith, Avishai Cohen et l'orchestre symphonique de Göteborg.

- Par Ella Fitzgerald, accompagnée à la guitare par Joe Pass.
- Dans un style plus avant-gardiste, cette chanson figure dans l'album Fascinoma de Jon Hassell.
- George Benson dans une version guitare-jazz avec une forte influence funk chante aussi ce classique en 1977 pour son album In Flight[2].
- En 1998, la chanteuse Cher la reprend en hommage à son époux Sonny Bono.
- En 2002, la chanteuse Céline Dion l'interprète sur son album A New Day Has Come. La chanson devient la pièce d'ouverture pour son spectacle de Las Vegas de 2003 à 2006. L'album A New Day: Live in Las Vegas commence par ce titre.

### Adaptations
En France, la même chanson est connue, outre le titre original, sous les  titres Étrange Garçon, ou encore Un Grand Garçon. Dans les années 1940, elle est interprétée dans une adaptation en français, par Jacqueline François, Bernard Hilda, Lucienne Delyle, Suzy Solidor, Henri Decker, Silvain Vanot, les Sœurs Étienne, etc.
- François Deguelt reprend Nature Boy en 1962.
- En 1982, sur l'album L'amour au présent, le chanteur Jairo enregistre une autre version de Nature Boy appelée Mon amie, mon amour[3], adaptée par Véra Baudey.
- En 2003, sort une version québécoise intitulée Il était une fois.

Martin Fröst, clarinettiste de carrière internationale, interprète un arrangement de Nature boy, accompagné en pédale (note tenue) au violoncelle et à la contre-basse par Torleif Thedéen et Svante Henryson respectivement. Il s’agit du 18e et dernier morceau de son album Fröst & Friends.

## Emploi au cinéma
- Thème de la musique du film de Joseph Losey Le Garçon aux cheveux verts (1948). On y entend la version originale dans le générique d'ouverture, chantée par un chœur.

- L'interprétation de Nat King Cole a fait autorité et sert de leitmotiv pour le film Cœur sauvage (Untamed Heart, 1993), avec Marisa Tomei et Christian Slater.

- Moulin Rouge (2001) en tant que chanson d'ouverture (David Bowie & Massive Attack), ainsi que comme mélodie récurrente tout le long du film.

- Elle est jouée à la trompette et à la flûte dans Angel Eyes (2001) lors d'une improvisation de jazz dans un club.

- Chantée par Demis Roussos et Stella Vander dans Peindre ou faire l'amour (2005) des frères Larrieu avec Sabine Azéma et Daniel Auteuil.

- Une version live d'Aurora accompagne le trailer d'Alien: Covenant de Ridley Scott, en 2017.

- Une version orchestrée de Nat King Cole et une autre a cappella, fredonnée par Elvy Yost, sont utilisées dans le cinquième épisode de la première saison de la série Resident Alien.

- La reprise de Jon Hassell est utilisée dans l'épisode 4 de la saison 4 de la série Mentalist[4].
- La version par Ella Fitzgerald et Joe Pass est reprise dans le film Les Choses humaines en 2021.
- Une version instrumentale est utilisée dans le film Aline de Valérie Lemercier (2020) lors de certains changements de séquence.
- Une version a capella interprétée par Nathan Zanagar est utilisée dans le film La Belle de Gaza de Yolande Zauberman en 2024[5],[6].
- La chanson est utilisée dans l'épisode 7 de la série Before (en).

## Discographie sélective française
(nom de l'artiste - nom du CD - label/éditeur)
- Christophe Davot - 3 for swing - Giem
- Henri Decker - Les chansons s'envolent - Marianne Mélodie
- François Deguelt - Florilège 1957-1958 Funambule du charme - Marianne Mélodie
- Lucienne Delyle - Boléro - Marianne Mélodie
- Céline Dion - A New Day Has Come - Sony Music, Columbia
- Jacqueline François - Vol.1: Mademoiselle de Paris - Marianne Mélodie/Socadisc Europ' Distribution
- Bernard Hilda - Champs-Élysées Club
- Suzy Solidor - Escale - Marianne Mélodie
- Silvain Vanot - Bethesda - Megaphon Music